# 布维尼
布维尼（法語：Bouvignies，法語發音：[buviɲi]）是法国上法蘭西大區北部省的一个市镇，属于杜埃区。

## 地理
布维尼（50°26'9"N, 3°14'42"E）面积8.7 平方千米，位于法国上法蘭西大區北部省，该省份为法国最北部的省份及最长的省份，西北濒北海，西接加来海峡省，南至埃纳省和索姆省，东与比利时接壤。
与布维尼接壤的市镇（或旧市镇、城区）包括：奥尔希、伯夫里拉福雷、库蒂什、弗利讷莱拉什、马尔谢讷。

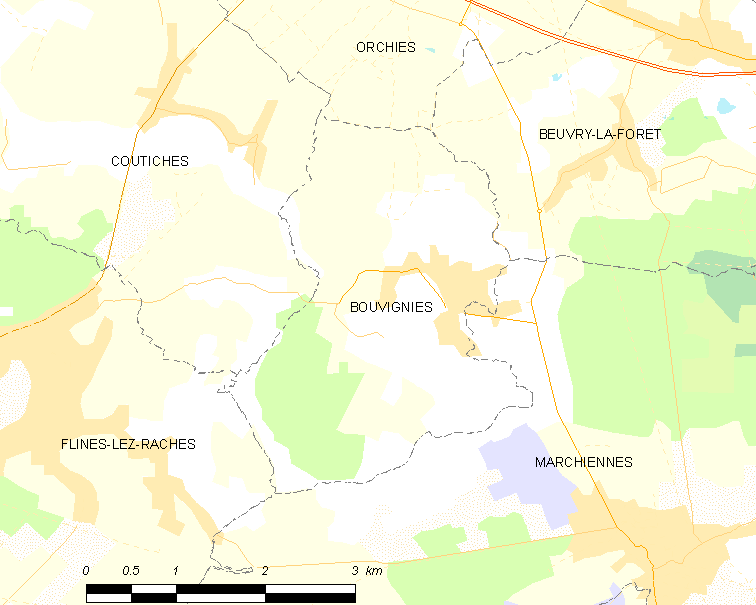
布维尼的OSM定位图

布维尼的时区为UTC+01:00、UTC+02:00（夏令时）。

## 行政
布维尼的邮政编码为59870，INSEE市镇编码为59105。

## 政治
布维尼所属的省级选区为奥尔希县。

## 人口

1962-2008年间布维尼人口变化图示

布维尼于2022年1月1日时的人口数量为1564人。